# 段秀
段秀（?—?），五胡十六国到东晋时代军事人物，辽西鲜卑族，段部鲜卑首领段匹磾的弟弟。
段秀的哥哥段匹磾、段文鸯被后赵杀害，段秀南渡成为东晋的将领。王敦、王含兄弟叛乱，晋明帝太宁二年（324年），明帝统领各军出城屯驻南皇堂。七月初三夜间，招募勇士，派段秀和中军司马曹浑等率领甲士千人渡秦淮河进攻王含军，攻其不备。清晨，在越城与王含军交战，大胜，斩杀其前锋将领何康。